# Hourman
Hourman, superhjälte från DC Comics. Skapades under seriernas "Golden Age" av Ken Fitch (författare) och Bernard Baily (tecknare). Hans svaghet avslöjas redan i namnet – hans superkrafter räcker bara i en timme åt gången. På svenska kallades han Energimannen.
Figuren fick två efterträdare under 1980- och 90-talen, och för tillfället är hans son Rick Tyler aktiv som Hourman i superhjältegruppen JSA.

## Hourman I (Rex Tyler)
När Rex Tyler tog sina Miraclo-piller fick han superkrafter i en timme. Tyler var länge medlem i Justice Society of America.
Alla medlemmar i JSA har åldrats mycket långsamt på grund av all strålning som de varit utsatta för under sina karriärer, men till slut hann tiden upp även dem. Under Zero Hour-krisen blev Rex och resten av JSA hastigt åldrade av superskurken Extant. Trots sin höga ålder attackerade Tyler och Dr. Mid-Nite I skurken men lyckades inte besegra honom. Följden blev att åldrandet snabbades upp ännu mer – Tyler såg ut att dö direkt medan McNider avled senare på sjukhus. 
Men Rex hade fått en andra chans. Precis innan han dog blev Rex utplockad från tidsströmmen av Tyler, en android från framtiden, byggd med Rex tankar och minnen. Androiden gav Rex chansen att få tillbringa en timme med sin son innan han skulle bli tvungen att åter ta sin plats i den ödesdigra striden mot Extant. När timmen var slut utbröt ett slagsmål mellan far och son. Rick menade att hans pappa förtjänade att leva längre och var beredd att ta hans plats. Till slut var blev det androiden som tog Rex' plats, och tack vare hans uppoffring lever både Rex och Rick fortfarande. Rex har nu gått i pension och arbetar för tillfället med att reparera sin androidkopia.
 Artikeln var, i den version den hade den 7 februari 2006, helt eller delvis hämtad från Seriewikin (hos Seriefrämjandet): Hourman